# Franz Porten
Franz Porten (* 23. August 1859 in Zeltingen, Kreis Bernkastel; † 27. April 1932 in Berlin) war ein deutscher Schauspieler, Filmregisseur und Opernsänger (Bariton), zugleich ein Filmpionier der ersten Stunde.

## Leben und Wirken
Der aus dem Moselort Zeltingen stammende Porten hatte nach seinem Schulabschluss eine Lehre als Kunstgießer durchlaufen, ehe er sich zum Opernsänger ausbilden ließ. In dieser Funktion und schließlich auch als Schauspieler stand Porten seit seinem Debüt 1876 in Trier auf zahlreichen kleinen und mittelgroßen Bühnen der deutschen Provinz: Mainz (1877/78), erneut Trier (1878/79), erneut Mainz (1879–1883), Düsseldorf (1883/84), Chemnitz (1884/85), Bremen (1885–1887), Kiel (1887/88), Magdeburg (1888–1890), Breslau (1890/91) und seit 1891 Dortmund. In Dortmund war er auch Pächter und Direktor des Stadttheaters. 1896 ging er nach Berlin, um ein Engagement am Theater Unter den Linden anzutreten. Große Erfolge feierte Porten vor allem am Theater des Westens.
Im Januar 1906 wandte sich Porten der noch in den Kinderschuhen befindlichen Kinematographie zu. Als Autodidakt fertigte er zunächst sogenannte Tonbilder mit seinen beiden schauspielernden Töchtern, Rosa Porten und Henny Porten an. Besonders die jüngere der beiden Schwestern sollte, gefördert vom Vater, einer der am meisten gefeierten Stars der deutschen Kinogeschichte werden. 1910 inszenierte Franz Porten mit „Das Geheimnis der Toten“ seinen ersten Spielfilm, erneut mit beiden Töchtern in den Hauptrollen. Wenig später (1912/13) verpflichtete man ihn für einige historisch-patriotische Stoffe, die Deutschlands vermeintlich ruhmreiche Vergangenheit beschwören sollten. Bereits zu Beginn des Ersten Weltkriegs erfuhr Portens Filmkarriere einen Knick, und in nur wenigen Jahren geriet der Filmpionier nahezu in Vergessenheit. Den Großteil seiner Werke bis Ende des Krieges (1918) stellte Porten in Zusammenarbeit mit seiner Tochter Rosa unter dem Pseudonym Dr. R. Portegg her. Danach ging er in den Ruhestand.

## Filmografie
bis 1910 nur Tonbilder
- 1906: Meißner Porzellan
- 1907: Behüt Dich Gott aus ‘Der Trompeter von Säckingen’ (auch Schauspieler)
- 1908: Nun sei bedankt mein lieber Schwan aus ‘Lohengrin’
- 1908: Der Bettelstudent – Auftritt des Oberst Ollendorf (auch Schauspieler)
- 1908: Funiculi-Funicula
- 1909: Hexenlied
- 1909: Weihnachtstonbild: Der Brief an den lieben Gott
- 1909: Kerkerszene aus dem ‘Faust’ (auch Schauspieler)
- 1909: Herzensdieb
- 1909: Schaukellied
- 1909: Zu Mantua in Banden
- 1909: Don Juan heiratet (Zuordnung unsicher)
- 1910: Lohengrin
- 1910: Die kitzlige Jungfrau
- 1910: Weh, daß wir scheiden müssen
- 1910: Das Geheimnis der Toten
- 1911: Karl der Große
- 1912: Theodor Körner (Mitregie, Drehbuchmitarbeit)
- 1912/13: Der Film von der Königin Luise, drei Teile (auch Drehbuch)
- 1913: Aus Deutschlands Ruhmestagen 1870/71 (auch Drehbuch)
- 1914–16: Tyrannenherrschaft
- 1916: Die Wäscher-Resl (Mitregie)
- 1917: Die nicht lieben dürfen (Mitregie)
- 1917: Die Erzkokette (Mitregie)
- 1917: Gräfin Maruschka (Mitregie)
- 1917: Der neueste Stern vom Varieté (Mitregie)
- 1917: Das Opfer der Yella Rogesius (Mitregie)
- 1918: Der Trompeter von Säckingen (auch Drehbuchmitarbeit)
- 1918: Die Film-Kathi (Mitregie)

## Tondokument
In einem kühlen Grunde, Franz Porten, Columbia Hartguss-Wachswalze #50264, ca. 1905